# Elina lefebvrei
Elina lefebvrei är en fjärilsart som beskrevs av Guérin 1823. Elina lefebvrei ingår i släktet Elina och familjen praktfjärilar. Inga underarter finns listade i Catalogue of Life.